# Kiniha
Kiniha är ett periodiskt vattendrag i Burundi.   Det ligger i provinsen Cankuzo, i den östra delen av landet, 140 kilometer öster om huvudstaden Bujumbura.
I omgivningarna runt Kiniha växer huvudsakligen savannskog. Runt Kiniha är det ganska tätbefolkat, med 90 invånare per kvadratkilometer.